# Marinens Bibliotek
Marinens Bibliotek (MAB), forskningsbibliotek under Forsvarsakademiet og er hovedfagbibliotek for søkrigshistorie og oplysninger om den danske og udenlandske mariner samt bibliotek for Søværnets Officersskole. Biblioteket dækker herudover traditionelt arktisk og antarktiske marineforskning og marineekspeditioner generelt.

## Historie
MAB blev grundlagt den 3. januar 1765 af kong Frederik 5. som institutionsbibliotek for ”Søe Etatens Officierer og Embedsmænd”. Siden 1929 har biblioteket været åbent for offentligheden og har været en del af det samarbejdende danske biblioteksvæsen.
MABs samling består af ca. 40.000 bøger samt en lang række danske og udenlandske maritime tidsskrifter. Biblioteket udbygger til stadighed sin samling, hvor der lægges vægt på at skabe en samling omfattende alle søkrigens våbenarter, operationsformer og støttesystemer. Hovedparten af samlingen er søgbar via bibliotekets hjemmeside, og MAB udsender ca. hver 2. måned et nyhedsbrev med en oversigt over nyanskaffelser. Oversigten kan ses på bibliotekets hjemmeside eller fås pr. mail, hvis man tilmelder sig MABs nyhedsbrevet. Dette bestilles på IS-MAB@fak.dk
Biblioteket abonnerer både på trykte tidsskrifter samt på en lang række elektroniske tidsskrifter på Internettet. Via bl.a. Jane’s Online, Metalib, Encyclopedia Britannica Online samt EBSCO kan bibliotekets brugere, via MABs kundepc, få web-adgang til over 5000 internationale tidsskrifter. 
MAB råder også over en stor samling fotografier fra Søværnets historie, hvoraf en stor del er indskannet og søgbare via bibliotekets kundepc eller via hjemmesiden http://foto.fak.dk/fotoweb/ Arkiveret 22. maj 2008 hos  Wayback Machine.
MAB henhører under Forsvarsministeriets ressortområde og er per 1. januar 2001 sammen med Det Kongelige Garnisonsbibliotek (KGB) på Kastellet, København og Flyvevåbnets Bibliotek (FLB) i Jonstruplejren, Ballerup, og en række store værnsfælles uddannelses- og forskningsinstitutioner administrativt blevet underlagt Forsvarsakademiet under navnet Forsvarets Bibliotek. I juni 2010 blev værnsbibliotekerne sammen med Forsvarsakademiets Bibliotek (FAKBIB) på Svanemøllens Kaserne, København, samlet fysisk på Kastellet.
Adresse:
Marinens Bibliotek
Henrik Gemers Plads. Bygn. 37 Nyholm
1439 København K

## Ekstern henvisning
- www.mab.dk Arkiveret 18. september 2020 hos  Wayback Machine

|  | Denne artikel kan blive bedre, hvis der indsættes geografiske koordinater Denne artikel omhandler et emne, som har en geografisk lokation. Du kan hjælpe ved at indsætte koordinater i wikidata. |